# Donkere klitboorvlieg
De donkere klitboorvlieg (Tephritis bardanae) is een vliegensoort uit de familie van de boorvliegen (Tephritidae). De wetenschappelijke naam van de soort is voor het eerst geldig gepubliceerd in 1803 door Schrank.